# Hammie Nixon
Hammie Nixon, né le 22 janvier 1908 et mort le 17 août 1984, est un harmoniciste de blues américain.

## Biographie
Né Hammie Nickerson à Brownsville, Tennessee, Hammie Nixon commence sa carrière d'harmoniciste dans les années 1920 dans des jugbands. Au sein de ces formations, il lui arrivait également de jouer du kazoo, de la guitare et du jug. Il joua ensuite pendant un demi-siècle aux côtés du guitariste Sleepy John Estes, leur premier enregistrement datant de 1929, chez le label Victor Records.
Il enregistra également avec Little Buddy Doyle, Lee Green, Clayton T. Driver, Charlie Pickett et Son Bonds.
Dans les années 1920, Nixon fut un pionnier dans l'utilisation de l'harmonica comme instrument rythmique plutôt que soliste.
Après la mort d'Estes en 1979, il joua avec le Beale Street Jug Band (également connu sous le nom de Memphis Beale Street Jug Band). Son dernier enregistrement, "Tappin' That Thing" (Hmg Records) fut effectué juste avant sa mort en 1984 à Jackson, Tennessee.